# Кенн Гансен
Кенн Гансен (дан. Kenn Hansen; нар. 29 травня 1980, Копенгаген, Данія) — данський футбольний арбітр. Арбітр ФІФА з 2011.

## Кар'єра
Футбольний арбітраж Кенн починає ще в 1997, судить матчі першого та другого дивізіонів чемпіонату Данії. 
У Суперлізі дебютує 11 серпня 2008 року в матчі 4 туру між «Вайле» та «Сондерйюске» 2:1. 22 вересня 2009 року дебютує на міжнародній арені, судить матч юнацьких збірних U-19 Данія - Італія. У грудні 2010 Кенн потрапляє до списку арбітрів ФІФА. 
21 липня 2011 дебютує в Лізі Європи УЄФА, судить перший матч другого кваліфікаційного раунду між клубами «Шериф» (Тирасполь) та «Желєзнічар» (Сараєво). 
4 червня 2012 Гансен обслуговував свій перший матч між національними збірними, товариську зустріч Угорщина — Ірландія. 
Данець в тому ж році обслуговував матчі юнацького чемпіонату Європи серед 19-и річних, зокрема:
- Естонія — Португалія 0:3
- Сербія — Англія 1:2
- Англія — Греція 1:2 (д.ч.)

24 липня 2012 Кенн дебютує в Лізі чемпіонів УЄФА, судить матч між «Шахтарем» (Караганда) та «Слован» (Ліберець) (1:1).
9 травня 2013 відсудив фінальний матч Кубка Данії між «Есб'єргом» та «Раннерсом» (1:0).

## Матчі національних збірних
| Дата              | Місце проведення   | Збірні                          | Рахунок | Турнір               | ЖК | YK · YK · RK | RK |
| ----------------- | ------------------ | ------------------------------- | ------- | -------------------- | -- | ------------ | -- |
| 4 червня 2012     | Будапешт, Угорщина | Угорщина – Ірландія             | 0 – 0   | Товариський матч     | 2  | 0            | 0  |
| 26 березня 2013   | Одеса, Україна     | Україна – Молдова               | 2 – 1   | Кваліфікація ЧС 2014 | 2  | 0            | 1  |
| 6 вересня 2013    | Осло, норвегія     | Норвегія – Кіпр                 | 2 – 0   | Кваліфікація ЧС 2014 | 1  | 0            | 0  |
| 15 листопада 2014 | Уельва, Іспанія    | Іспанія – Білорусь              | 3 – 0   | Кваліфікація ЧЄ 2016 | 4  | 0            | 0  |
| 14 червня 2015    | Жиліна, Словаччина | Словаччина – Північна Македонія | 2 – 1   | Кваліфікація ЧЄ 2016 | 4  | 1            | 0  |
| 12 жовтня 2015    | Вільнюс, Литва     | Литва – Англія                  | 0 – 3   | Кваліфікація ЧЄ 2016 | 4  | 0            | 0  |